# Municipio de Morelos (Estado de México)
El municipio de Morelos es uno de los 125 municipios que integran el Estado de México. Se encuentra localizado en el noroeste del estado; colinda con los municipios de Chapa de Mota, Villa del Carbón, Timilpan, Jiquipilco, Atlacomulco y Jocotitlán; pertenece a la región II Atlacomulco.Tiene una superficie de 235,812 km². Según el censo de población 2020 del INEGI, cuenta con 33,164 habitantes. 
Morelos está integrado por una Cabecera Municipal denominada San Bartolo Morelos, cuatro barrios, ocho pueblos, tres rancherías y doce caseríos.

## Medio Físico
Es importante conocer las características del municipio, su clima, los cuerpos y mantos hidrológicos con los que cuenta, las condiciones geomorfológicas, geológicas y edafológicas, los tipos de suelo, ya que esto nos permitirá generar acciones en beneficio a las personas que se dedican principalmente a las actividades primarias del municipio y poder tener una mayor productividad, de igual forma es importante conocer el medio físico para establecer parámetros y lineamientos para tener un mejor desarrollo urbano de las comunidades del municipio. 

## Clima
El clima en el municipio de Morelos es templado, subhúmedo con lluvia en verano, pero en invierno es semifrío, la temperatura media anual es de 15 °C, con una máxima de 37 °C y una mínima de 3 °C, la pluviosidad anual promedio es de 970 mm. Los vientos dominantes son del norte.

## Descripción
Al subir la cuesta que lleva a San Bartolo Morelos se delinean las casas tejadas y coloridas con portones de madera y barandales de tabique o metal, las que, tras una pequeña quebrada de calles empedradas, llevan a la plaza principal que muestra el templo, el arco que lo enmarca, la cruz atrial, los pequeños portales y el Palacio Municipal.
De vocación provinciana, el colonial San Bartolomé de las Tunas "lugar donde hay tunas" o antiguo Nochitlán se dedica a la agricultura y a la ganadería como actividades económicas predominantes, puesto que está favorecido por las cuencas del río Lerma y el Moctezuma Pánuco, que dan paso a distintas formas de asentamientos o afluentes de agua. Está ubicado en las alturas de la Mesa Central, entre territorio boscoso derivado del Cerro de La Bufa, donde se localizan La Peñuela y El Mirador, así como La Virgen, Las Peñas, La Pluma y Cerro Seco, por lo que no es raro que exista la explotación maderable de pino.
De naturaleza otomí, aún se conserva como otra forma de vida la tradición de elaborar cerámica, instrumentos de trabajo y domésticos y tejidos de lana para confeccionar prendas de vestir.

## Reseña histórica
En 1912, como en otras localidades del norte del Estado de México, Morelos se vio sacudido por un gran sismo que abatió parte del pueblo, el cual prácticamente tuvo que volver a darse vida, de tal modo que no fue sino hasta después de la Revolución Mexicana que sus pobladores empezaron una época de incansable trabajo para lograr la superación de todas las catástrofes.

## Turismo

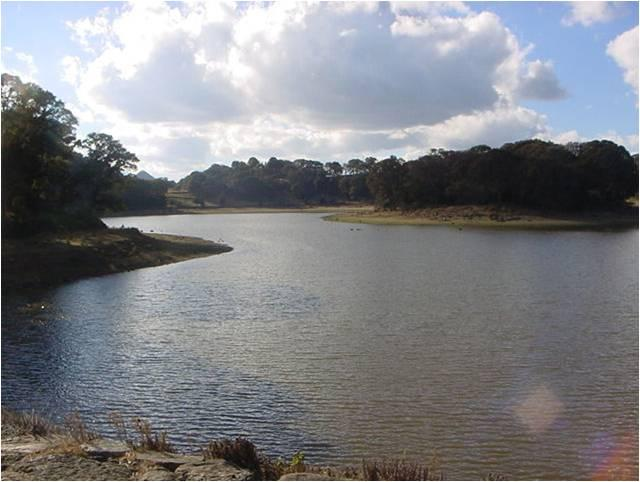
Presa «El Tigre».

El principal atractivo se puede apreciar a la distancia: una escultura monumental del Gral. José María Morelos y Pavón en la punta del cerro de Las Peñitas. Se pueden visitar también los cascos de las haciendas Santa Cruz y La Epifanía, los ranchos San Antonio Trojes y La Malitzin, así como la iglesia colonial de San Gregorio Macapexco, la Parroquia de San Bartolomé Apóstol en la cabecera municipal y la Parroquia de San Marcos Evangelista en el poblado de San Marcos Tlazalpan.
La presa El Tigre, el parque Boxheguí y el manantial Las Chichipicas son buenos lugares para terminar un recorrido por San Bartolo Morelos.